# اسپنسر جونز
اسپنسر جونز (انگلیسی: Spencer Jones) بازیگر، کمدین و نویسنده اهل انگلستان است.
از فیلم‌ها یا مجموعه‌های تلویزیونی که وی در آن‌ها نقش داشته است، می‌توان به تد لاسو، ۸ تا از هر ۱۰ گربه شمارش معکوس را اجرا می‌کنند و اسکینز اشاره نمود.